# Jean de Bâton
Jean de Bâton (en italien : Giovanni Bonello Botegoni) né le 24 mars 1200 à Paterno, Fabriano, en Italie, et mort le 24 mars 1290 à Fabriano, est un prêtre et moine de l'ordre des Sylvestrins, vénéré comme bienheureux par l'Église catholique romaine. Il est fêté le 24 mars.

## Biographie
Son père Bonello et sa mère Superla ont cinq enfants, dont Jean est le plus jeune. En raison de sa nature studieuse, ses parents l'envoient à Bologne pour étudier les sciences humaines.  
Il est atteint d'une plaie purulente d'un côté de sa cuisse, le rendant boiteux pour le reste de sa vie et le forçant à marcher avec l'aide d'une canne, d'où son surnom de Bâton (dal Bastone).  
Attiré par la renommée de la sainteté de Sylvestre Guzzolini, il part le rencontrer et rejoint son monastère. Il est reçu dans les ordres et adopte le mode de vie monastique vers 1230. Il vit pendant 60 ans dans une petite cellule de l'Ermitage de Montefano, et est réputé pour ses conseils. 
Sylvestre le promeut ensuite au sacerdoce. Malgré ses douleurs physiques et son handicap, il observe la plus grande pauvreté et ne possède aucun bien au-delà de ses besoins et sans la permission de son père spirituel. Ses confrères moines lui demandent avec confiance ses conseils dans leurs moments de difficultés et de doute. Il continue à prêcher après la mort de Sylvestre en 1267. Plus tard, sa plaie s'aggrave et il est emmené pour traitement à Fabriano, où il meurt. Son corps repose dans l'église Saint-Benoît de Fabriano.  
Le 29 août 1772, il est béatifié. Le 27 octobre 1872, dans l'année du centenaire de son élévation au statut de bienheureux, la première pierre est posée pour une église en son nom à Pelawatte au Sri Lanka. L'église est achevée en 1881 ; à l'origine administrée par les Silvestrins, elle est confiée aux Franciscains en 1972. 
En 2006, la poste sri lankaise émet un timbre commémorant le 125e anniversaire de l'église, la seule au monde à être dédiée à Jean de Bâton.
Il est commémoré le 24 mars selon le Martyrologe romain.